# Синие маги
Синие маги (синд. Ithryn Luin)  Алатар и Палландо — вымышленные персонажи легендариума Толкина, двое друзей-Майар, направленных Валар в Средиземье в качестве Истари, чтобы помочь в борьбе против Саурона.
Их называют Синими магами из-за одежд цвета морской волны (каждый из прочих истари носил одежды различных цветов), их имена — Алатар и Палландо — указываются в книге «Неоконченные предания». Оба они отправились на далёкий восток Средиземья и не играли никакой роли в событиях на западе континента, которые описаны во «Властелине колец». О Синих магах мало что известно, но есть предположение, что именно они были основоположниками магических учений и оккультных наук, появившихся впоследствии среди народов Средиземья. Алатар, которого в Средиземье направил Оромэ, взял с собой своего друга Палландо, который также входил в свиту Оромэ. По другим версиям в «Неоконченных Преданиях Нуменора и Средиземья», Палландо входил в свиту Ниэнны либо Намо (Мандоса).

## Имена
Не вполне ясно, из какого изобретённого Толкином языка происходят имена Алатар и Палландо. Возможно, с квенья имя «Алатар» может быть переведено как «пришедший после», что может быть отсылкой к тому, что он был выбран в качестве второго истари, после Курунира (Саруман). «Алатар» может также означать «благородный, великий». «Палландо» может быть переведено с квенья как «находящийся далеко».
Альтернативные имена на квенья для обоих магов указаны как кв. Morinehtar («повергающий тьму») и кв. Rómestámo («восточный помощник»). Как и большинство имён в произведениях Толкина, эти названия имеют большое значение. Имя Rómestámo происходит от квенийского слова rómen, означающего «восход солнца»; «восток» означает здесь не только его связь с востоком Средиземья, но и его миссию поощрять восстания и бунты против Саурона. Толкин, однако, не даёт понять, какое из имён принадлежит конкретному магу.

## Синие маги в легендариуме

### Ранняя версия
Намёк на существование ещё двух магов, кроме Сарумана, Гэндальфа и Радагаста, есть в сцене перебранки между Саруманом и Гэндальфом в главе «Голос Сарумана» из «Двух Крепостей», где Саруман в гневе проболтался, что существует Пять Магов. 
Лицо Сарумана посинело и перекосилось от злости, в глазах у него засверкали красные огни. Он дико захохотал.

— Потом! — воскликнул он, переходя на крик. — Потом! Наверное, когда получишь ключи от самого Барад Дура, а может быть, еще корону Семи королей и жезлы Пяти магов?
Затем в «Сильмариллионе» в главе «О Кольцах Власти и Третьей Эпохе» упоминаются 
прочие Истари, что ушли на восток Средиземья, и преданья молчат о них.
Подробно о Синих магах впервые рассказано в эссе «Истари» из «Неоконченных преданий» (1980), где повествуется о прибытии магов в Средиземье. Синие маги там не названы по имени. В этой версии Синие маги прибыли в Средиземье примерно тогда же, когда и остальные Истари — около 1000 года Третьей Эпохи.
«Мало что было известно на западе о Синих и у них не было никаких имен кроме Итрин Луин,  "Синие Маги", потому что они ушли на восток вместе с Куруниром, но не вернулись. И неизвестно, остались ли они на востоке, выполняя то, ради чего были посланы, или погибли, или, как некоторые полагают, их заманил Саурон и они стали его слугами».
Далее там же Кристофер Толкин цитирует «неразборчивые торопливые наброски» своего отца, из которых можно узнать, как именно происходил выбор пяти Майар для отправки в Средиземье. В одном таком отрывке сказано, что одного из них звали Алатар, и он был посланцем Оромэ. Алатар был назван вторым после Сарумана. Палландо же был выбран самим Алатаром как друг. Кристофер Толкин делает предположение, что «Оромэ имел наибольшие среди Валар знания о дальних землях Средиземья и что Синим Магам было предназначено прийти в эти места и остаться там».

В Письме 211, написанном в 1958 году, и опубликованном впервые в 1981 году, Толкин отвечает на вопрос о Синих магах:
Об остальных двух я на самом деле ничего толком не знаю — поскольку к истории С.-З. они отношения не имеют. Думаю, они отправились посланцами в отдаленные края, на Юг и Восток, далеко за пределы влияния нуменорцев: так сказать, миссионерами в «оккупированные врагом» земли. Насколько они преуспели, мне неведомо; но боюсь, что они потерпели неудачу, подобно Саруману, хотя, безусловно, иначе, нежели он; подозреваю, что они стали основателями и зачинателями тайных культов и «магических» традиций, переживших падение Саурона.
Так же в «Неоконченных преданиях» Толкин пишет:
О двух других ничего не сказано в опубликованном тексте, кроме одной ссылки в перебранке Гэндальфа и Сарумана [Две Твердыни III 10].
Кристофер Толкин в 1980 году комментирует, что некоторые записи «частично неразборчивы» и «вероятно написаны после 1972 года».

### Поздняя версия
В последний год или два своей жизни Толкин оставил разрозненные тексты, в которых история Синих магов отличается от того, что было опубликовано в «Неоконченных преданиях» в 1980 году. Фрагменты этих последних работ были опубликованы Кристофером Толкином в 1996 году в книге «Народы Средиземья», в 12-м заключительном томе «Истории Средиземья».

В предисловии к Главе XIII. «Последние работы» Кристофер Толкин пишет: 
В этих рукописях заметны явные признаки путаницы (как говорил в то время отец, «моя память начинает сдавать»);
К 1996 году Кристофер Толкин сумел разобрать некоторые ранее нечитаемые записи: 
Hа оборотной стороне той же страницы находилось еще несколько записей, — в примечаниях к «Hеоконченным преданиям» я назвал их неразборчивыми, но после долгих стараний мне удалось разобрать большую их часть. 
Так, Толкин решил, что Синие маги прибыли в Средиземье не в Третью Эпоху, а во Вторую, около 1600-х годов, во время создания Единого кольца. Он называет их имена — Моринехтар и Роместальмо. Их задачей было идти на восток и ослабить силы Саурона. Там же указано, что Истари не потерпели крах, а, напротив, могли сыграть решающую роль в конце как Второй, так и Третьей Эпох.
Hо эти двое истари были посланы с другой целью. Моринехтар и Роместальмо[28]. Повергающий Тьму и Помогающий Востоку. Их задачей было расстроить планы Саурона: поддержать те немногие людские племена, которые восстали против почитания Мелькора, поднять восстание... и, после первого падения Саурона, отыскать, где он скрывается (это им не удалось), и вызвать [?разлад и беспорядки] на черном Востоке... Они должны были оказать очень большое влияние на историю Второй и Третьей эпох, ослабляя и внося смятение в ряды сил Востока ...которые в противном случае и во Вторую, и в Третью эпоху ...значительно бы превосходили Запад численностью.
Далее Кристофер Толкин продолжает описывать то, что ранее было невозможно прочитать: 
После слов «О двух других ничего не сказано в опубликованном тексте, кроме одной ссылки в перебранке Гэндальфа и Сарумана» (цитата из «Hеоконченных преданий», стр.394) отец написал: «Кажется, записи об их именах и обязанностях ныне утеряны, но в общем их история и их влияние на события Третьей эпохи ясны».
Также Толкин рассматривает возможность того, что Глорфиндел вернулся в Средиземье вместе с Синими магами. В этой поздней, более позитивной интерпретации Синие маги, возможно, были столь же успешными, как и Гэндальф, просто находились на другом театре военных действий, за пределами карты, приведённой во «Властелине колец».